# آبرام لایل
آبرام لایل (انگلیسی: Abram Lyle) (زاده ۱۸۲۰ - درگذشته ۱۸۹۱) کارآفرین، بازرگان و مدیر ارشد اجرایی بریتانیایی بود، که شرکت تیت اند لایل را تأسیس نمود.